# Hendrik Visscher
Hendrik Visscher (Roermond, 26 november 1864 – Rustenburg (Zuid-Afrika), maart 1928) was een Nederlands onderwijzer en ook enigszins componist, die een groot deel van zijn leven in Zuid-Afrika doorbracht.
Hij was zoon van Johanna Barbare Frentzen en conciërge van militair tehuis Hendrik Visscher.. Zelf was hij getrouwd met A.S.S. Venter.
Hij kreeg een onderwijsopleiding. Daarna was hij enige tijd onderwijzer in Abcoude. Op verzoek van H. de Cock van Kampen en de Nederlandsch Zuid-Afrikaansche Vereeniging trok hij naar Zuid-Afrika. Hij was één van Paul Krugers "Hollandse Onderwijzers"; het is dan omstreeks 1889. Hij werd in 1890 onderwijzer/schoolhoofd aan de Gouvernementsschool in Rustenburg, vanaf 1897 was hij onderwijsinspecteur. Hij werd een van de belangrijkste mensen in het zich ontwikkelende zangonderwijs. Niet alleen in Rustenburg, maar in geheel Transvaal. Voor zijn werkjes had teksten van Nederlandse dichters voorzien van muziek, maar verwerkte er ook Zuid-Afrikaanse geestelijke volksmuziek daarin. Zijn stijl werd behoudend genoemd in de Algemene muziek encyclopedie, want zou teruggrijpen naar stijl midden 19e eeuw. Hij schreef ook wel voor Het Christelijk Schoolblad.
In 1907 trad hij toe tot het departement van Onderwijs; daarvoor was hij secretaris bij de Christelijk Nationaal Onderwijzers-Vereeniging. Hij schreef daarvoor een zangleerplan. Hij zette zich tevens in voor de ontwikkeling van het zingen in de arme gezinnen. Hij was enige tijd leider van een blaas- en strijkroest, gaf leiding aan het koor van de Gereformeerde Kerk en was betrokken bij Nederlandsche Vereeniging in Pretoria met koren als het Hollandsche Mannenkoor onder leiding van Balfoort en Excelsior. In al zijn werkzaamheden probeerde hij het oprukkende Engels buiten de deur te houden.
Werklijst:
- 150 Zangoefeningen voor school en huis (1896)
- Liederen voor de scholen der Zuid-Afrikaansche Republiek (1896) met twee Majubaliedere
- Nuwe bundel skoolliedjes (1922)
- Twintig liederen voor gemengde koor
- Afscheidsgroet van het volk der Zuid-Afrikaansche republiek aan De. Jameson (satirisch lied over mislukte pogingen van Leander Starr Jameson); uitgegeven bij Jacques Dusseau & Co in Amsterdam en Kaapstad met een exemplaar in de Universiteit van Pretoria.
- een kerstlied
- Doornkop uit 1897